# (8023) Josephwalker
(8023) Josephwalker  es un asteroide perteneciente al cinturón de asteroides, descubierto el 17 de febrero de 1991 por Takeshi Urata desde el Observatorio de Nihondaira, en Japón.

## Designación y nombre
Josephwalker se designó inicialmente como 1991 DD.
Más adelante fue nombrado en honor al aviador militar estadounidense Joseph Albert Walker (1921-1966).

## Características orbitales
Josephwalker orbita a una distancia media del Sol de 2,4358 ua, pudiendo acercarse hasta 2,1115 ua y alejarse hasta 2,7600 ua. Tiene una excentricidad de 0,1331 y una inclinación orbital de 2,4711° grados. Emplea en completar una órbita alrededor del Sol 1388 días.

## Características físicas
Su magnitud absoluta es 14,3. Tiene 3,531 km de diámetro. Su albedo se estima en 0,325.